# Agabus didymus
Agabus didymus é uma espécie de insetos coleópteros pertencente à família Dytiscidae.
A autoridade científica da espécie é Olivier, tendo sido descrita no ano de 1795.
Trata-se de uma espécie presente no território português.